# محطة كارلسباد لتحلية المياه

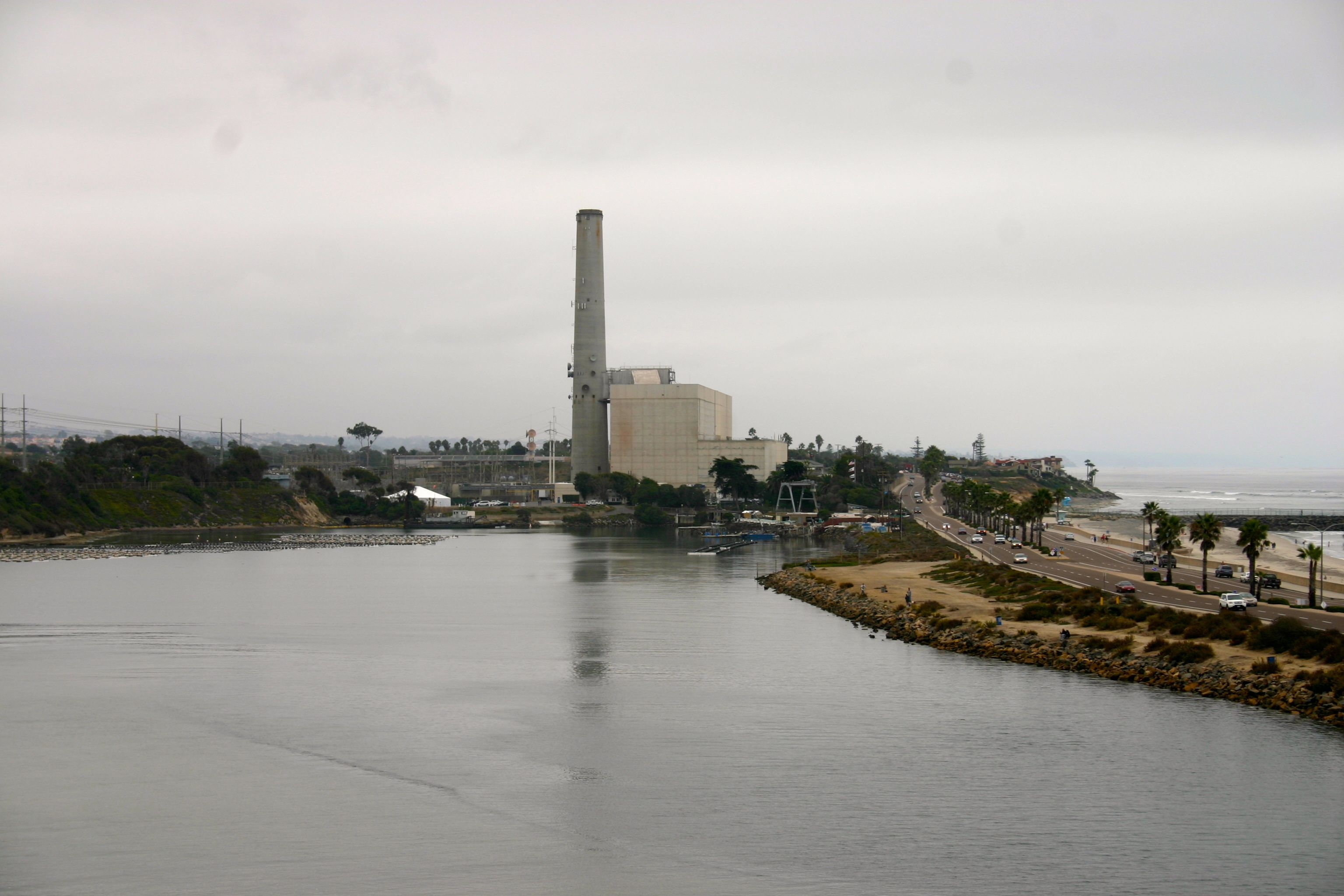

محطة «لويس كارلسباد لتحلية المياه» هي محطة تحلية مياه، افتتحت في 14 ديسمبر 2015 في كارلسباد (كاليفورنيا)، وهي مجاورة للطرف الشمالي من محطة إنسينا للطاقة. تطلق عليها «هيئة مياه مقاطعة سان دييغو»، والتي تتلقى المياه العذبة التي تنتجها المحطة«بأنها أكبر محطة لتحلية مياه البحر متطورة وأكثرها تقدماً من الناحية التكنولوية وأكثرها كفاءة في استخدام الطاقة». كلّف المشروع حوالي مليار دولار استخدمت لبناء المحطة وخطوط الأنابيب وتطوير مرافق هيئة مياه مقاطعة سان دييغو الحالية لاستخدام المياه.